# Kał psi

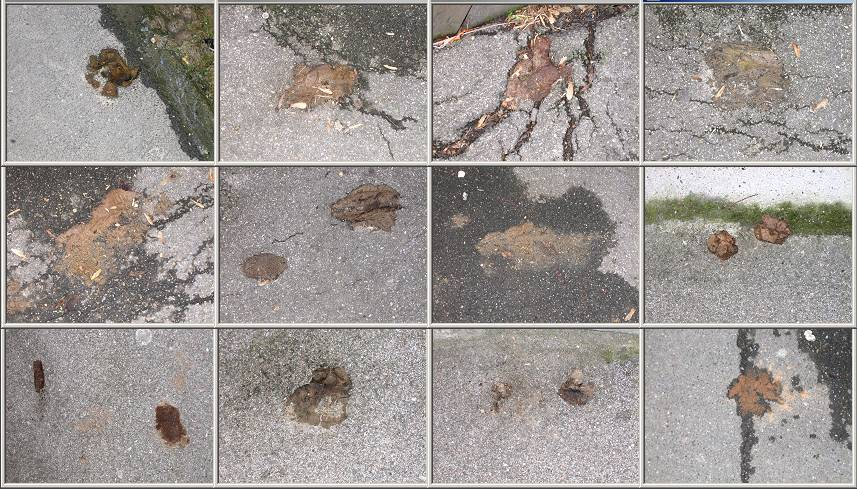
Psie odchody na ulicach i chodnikach

Kał psi, psi stolec, psie odchody – kał usuwany w trakcie wypróżnienia przez psy. Ze względu na rozpowszechnienie tych zwierząt w osiedlach ludzkich i często brak sprawnego systemu sanitaryzacji, odchody te stanowią istotny problem ze względu na zagrożenie epidemiologiczne i zanieczyszczanie środowiska.

## Skład
Zdrowy, dorosły pies wypróżnia się przeciętnie 2 razy na dobę. Odchody psie, w zależności od diety i stanu zdrowia zwierzęcia, mogą mieć rozmaitą strukturę i barwę. Stolec zdrowego psa powinien być zwarty, dobrze uformowany i połyskliwy.
W skład psich odchodów, podobnie jak w skład kału innych ssaków, wchodzą niestrawione resztki pokarmu (głównie błonnik), obumarłe komórki wyściełające ścianki jelit, woda, oraz bakterie (w większości niegroźne dla ludzi bakterie symbiotyczne, choć także bakterie chorobotwórcze, jak np. salmonella).

## Zagrożenia i problemy

### Zagrożenie epidemiologiczne
Psie odchody nie stanowią poważnego zagrożenia epidemiologicznego. Kontakt z psimi odchodami grozi ryzykiem infestacji pasożytami przewodu pokarmowego, m.in. tasiemcem psim, bąblowcem oraz glistą psią (toksokaroza), a także bakteriami chorobotwórczymi (głównie salmonellą) oraz pierwotniakami (toksoplazmoza).

### Zagrożenie dla środowiska naturalnego
Według badań przeprowadzonych w USA rzeki i strumienie przepływające przez obszary zurbanizowane zanieczyszczane są olbrzymimi ilościami bakterii fekalnych pochodzących z psich odchodów, zwłaszcza po intensywnych opadach. Szczególnie problematyczne jest przy tym skażenie wód pałeczką okrężnicy (Escherichia coli). Badania zweryfikowały przy tym pogląd, że to nieszczelne systemy kanalizacji odpowiadają za zanieczyszczenia wód w rejonach zurbanizowanych. Okazało się, że głównym źródłem zanieczyszczeń bakteriami kałowymi wód w okolicy miast są psie odchody spłukiwane z trawników i ulic do kanalizacji deszczowej.

### Psie odchody jako problem społeczny
W ostatnich latach nasiliła się kampania medialna zwracająca uwagę na skutki zanieczyszczenia psimi odchodami polskich miast. Miały miejsce liczne akcje mające zwrócić uwagę społeczeństwa na ten problem; najbardziej znana spośród nich prowadzona była pod hasłem Posprzątaj, to nie jest kupa roboty. Liczne samorządy wprowadziły prawa miejscowe nakazujące właścicielom sprzątanie po swoich czworonogach pod groźbą kary mandatu, a na ulicach wielu miast pojawiły się specjalne kosze przeznaczone na psie odchody. We Wrocławiu można wyrzucać psie odchody do dowolnego kubła na odpady zmieszane nieprzeznaczonego do obsługi mieszkań i domów.